# Alma Bacciarini
Alma Bacciarini (* 30. März 1921 in Cabbio; † 22. Januar 2007 in Lugano; heimatberechtigt in Cureggia) war eine Schweizer Politikerin (FDP). Sie war 1979 die erste Tessinerin, der die Wahl in den Nationalrat gelang.

## Leben
Sie war Tochter des Ingenieurs Antonio und dessen Ehefrau Albina geborene Zamperini. Sie heiratete den Zahnarzt Bruno Zeli aus Bellinzona.

### Ausbildung und Beruf
Bacciarini besuchte das Gymnasium in Biasca und das Lehrerseminar in Locarno. Danach studierte sie Französische und Italienische Literatur an der Universität Zürich und Genf, wo sie 1943 mit dem Lizenziat abschloss. Anschliessend arbeitete sie als Mittelschullehrerin.

### Politik
Bacciarini war von 1954 bis 1963 Vize-Präsidentin des Schweizerischer Verband für Frauenstimmrecht. Von 1976 bis 1992 gehörte sie der Eidgenössische Kommission für Frauenfragen an. Von 1992 bis 1995 präsidierte sie den Verband der Tessiner Frauenverbände.
Für die Freisinnig-Demokratische Partei (FDP)  gehörte sie von 1972 bis 1980 dem Gemeinderat von Breganzona, von 1975 bis 1991 dem Grossenrat des Kantons Tessin und von 1979 bis 1983, als erste Tessinerin überhaupt, dem Nationalrat an.

### Weiteres Engagement
Bacciarini war in diversen weiteren Vereinen aktiv. Unter anderem war sie von 1990 bis 1993 Präsidentin des archäologischen Vereins des Kantons Tessin.